# Динамо (футбольный клуб, Михайловка)
«Динамо» — российский футбольный клуб из города Михайловка, Волгоградская область.

## История клуба
Клуб основан не позднее 1991 года.
В 1995—1997 годах выступал на профессиональном уровне в третьей лиге России. В 1995 году занял 14-е место в зональном турнире, в 1996 году — 13-е, в 1997 году — 12-е. В Кубке России участвовал в двух кампаниях (1996/97 и 1997/98), оба раза доходил до стадии 1/64 финала.
В 1997 году выступал под названием «Ротор-2» и был одним из фарм-клубов волгоградского «Ротора», в той же зоне третьей лиги играл ещё один фарм-клуб волгоградцев, «Ротор-Д».
По окончании сезона 1997 года был расформирован. Многие игроки клуба продолжили карьеру в местных клубах «Спартак» и «Цементник».

## Названия
- 1991—1996: Динамо (Михайловка)
- 1997: Ротор-2 (Михайловка)

## Тренеры
- Попков, Сергей Николаевич (1995)
- Андреев Сергей Сергеевич (1996—1997)

## Известные игроки
В список включаются игроки профессионального состава (1995—1997), соответствующие критериям ВП:ФУТ
- Орлов, Сергей Павлович
- Рашевский, Сергей Александрович
- Селин, Алексей Иванович
- Сидоренко, Олег Николаевич
- Соловьёв, Денис Владимирович